# Stapelianthus
Stapelianthus es un género de plantas fanerógamas de la familia Apocynaceae. Contiene once especies. Es originario de Madagascar.

## Descripción
Forman mazos de tallos suculentos que alcanzan los 5-10 cm de alto, profusamente ramificados, con el  látex incoloro, con raíces fibrosas.  Los brotes verdes  o azul-verdoso o marrón claro y con motas de color verde oscuro o rojo, cilíndricos de 2-30 cm de largo y 5-12 mm de ancho, 4-6 (-8) en ángulo recto , con ángulos redondeados. Las hojas son persistentes o caducas, reducidas a escamas, opuestas o en espiral (S. pilosus), fuertemente recurvadas; las escalas  constituyen espinas blandas y quebradizas o suculentas.
Las inflorescencias son extra axilares (por lo general en los flancos de los tallos basales), con 1-5-de flores, 1 flor abierta, a veces, simples, subsésiles, pedicelos glabros. Las flores son fétidas, nectaríferas o no.

## Taxonomía
El género fue descrito por Choux ex A.C.White & B.Sloane y publicado en The Stapelieae ... 71. 1933.

## Especies
| - Stapelianthus arenarius Bosser & Morat - Stapelianthus baylissii L.C.Leach - Stapelianthus calcarophilus Morat - Stapelianthus choananthus (Lavranos & H.Hall) R.A.Dyer - Stapelianthus decaryi Choux - Stapelianthus hardyi Lavranos - Stapelianthus insignis Desc. - Stapelianthus keraudreniae Bosser & Morat - Stapelianthus madagascariensis (Choux) Choux ex A.C.White & B.Sloane - Stapelianthus montagnacii (Boiteau) Boiteau & Bertrand - Stapelianthus pilosus Lavranos & Hardy |